# Box (armă)

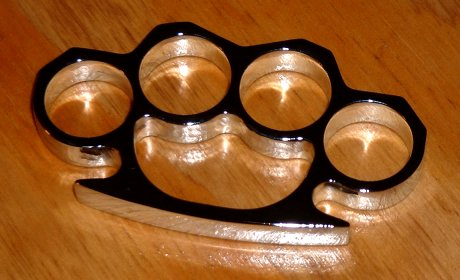
Box

Boxul este o armă albă alcătuită dintr-o piesă din material dur (cum ar fi metal, plastic, lemn, os ș.a.) dotată cu găuri pentru degete și cu o creastă zimțată sau cu sinuozități în exterior, cu care se atacă ținând pumnul strâns.

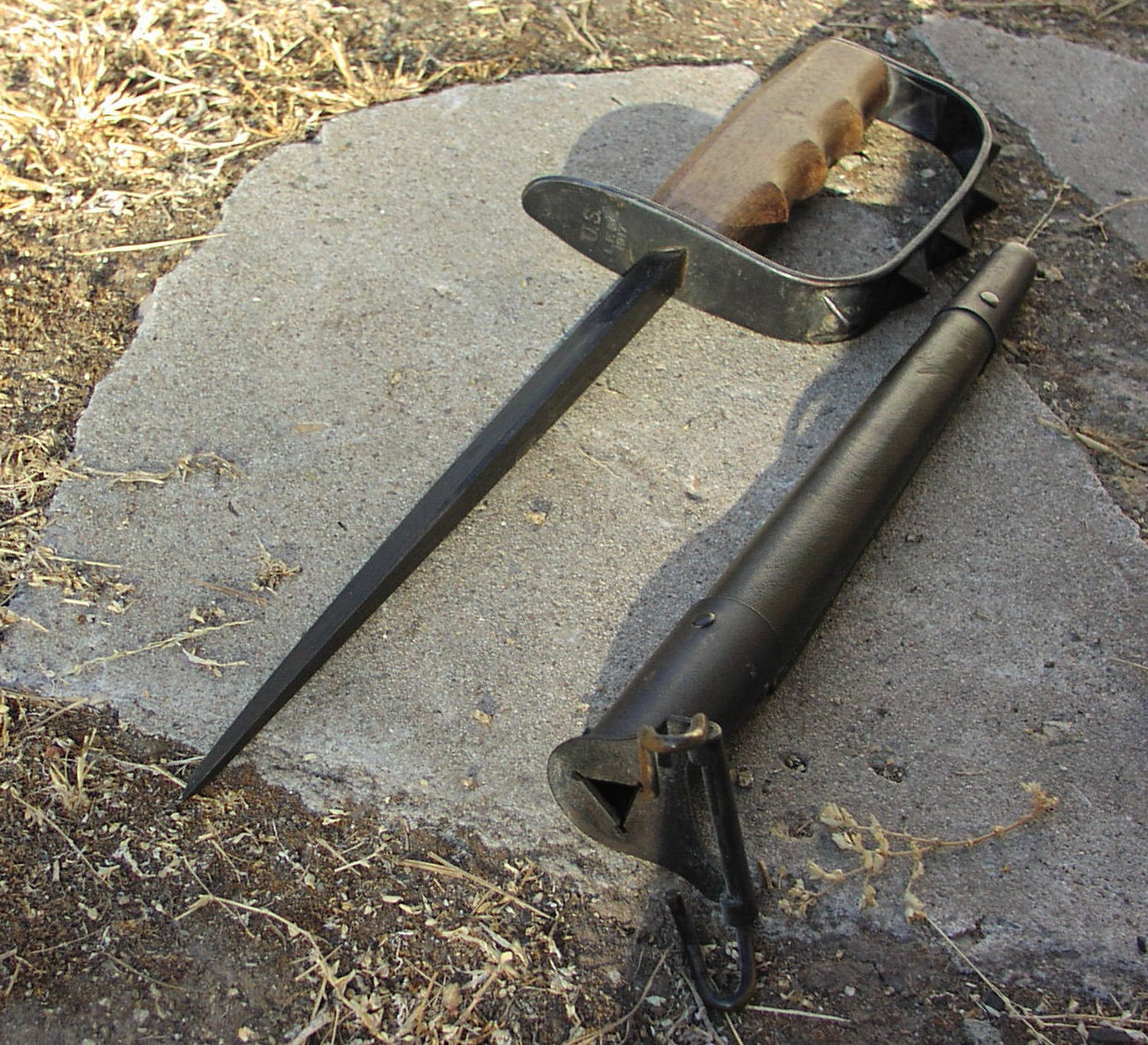
Box-stilet american Mark 3 (din 1917)
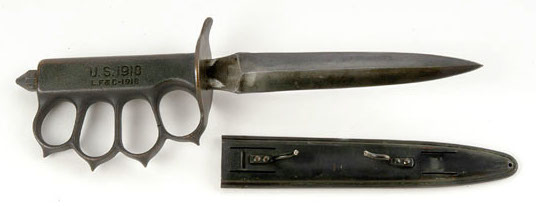
Box-pumnal american Мark I (1918)
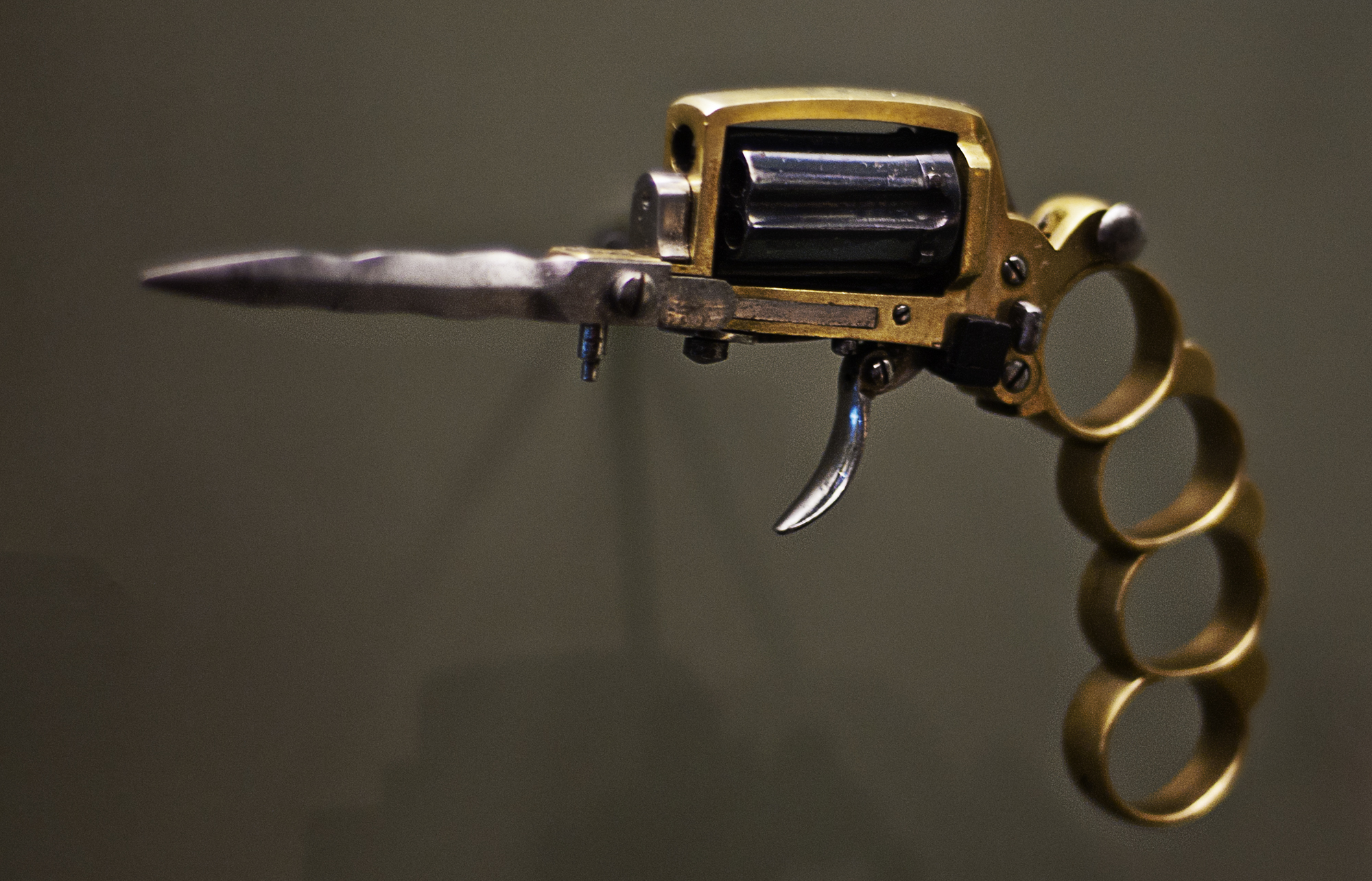
Un revolver Apache. Armă ce îmbină boxul de alamă cu arma de foc și hangerul. Muzeul "Curtius" din Liège (2011)
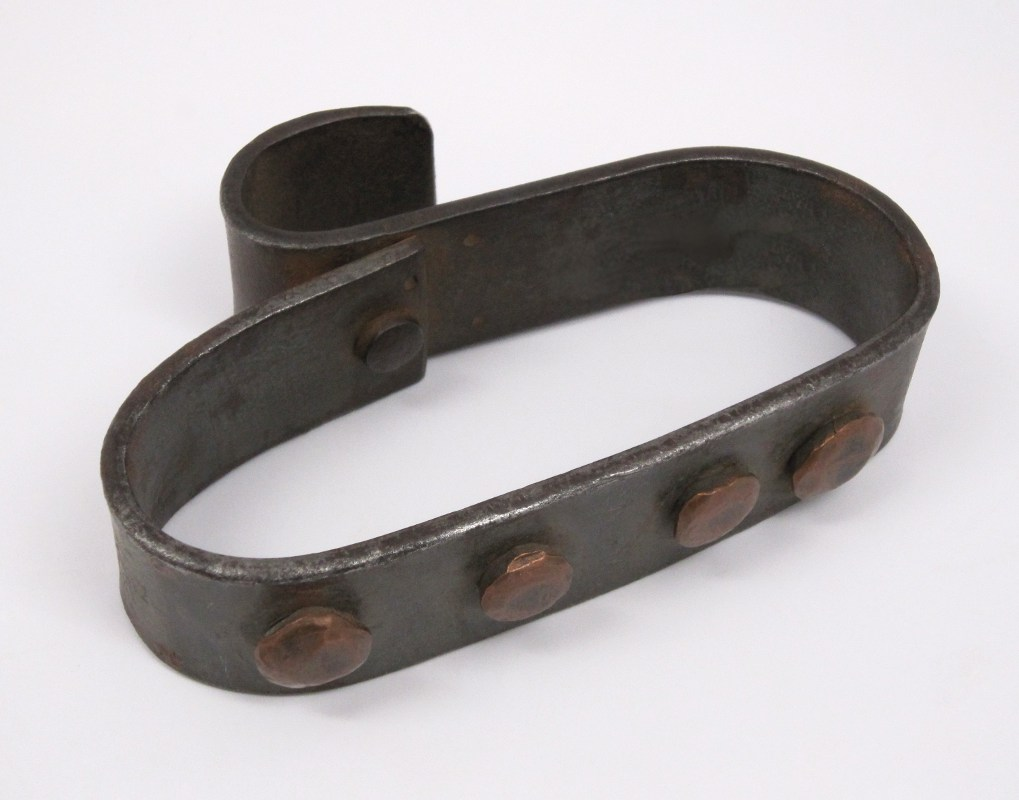
Box fabricat în casă, folosit la o tabără de exploatare forestieră din comitatul Pine (statul Minnesota, 1890)